# Halle au blé de Bort-les-Orgues
La halle au blé de Bort-les-Orgues (ou halle de Bort-les-Orgues) est un ancien marché aux graines, situé dans la commune de Bort-les-Orgues en Corrèze. 
L'édifice se trouve en centre-ville, en face de la mairie. Il est classé monument historique.

## Historique

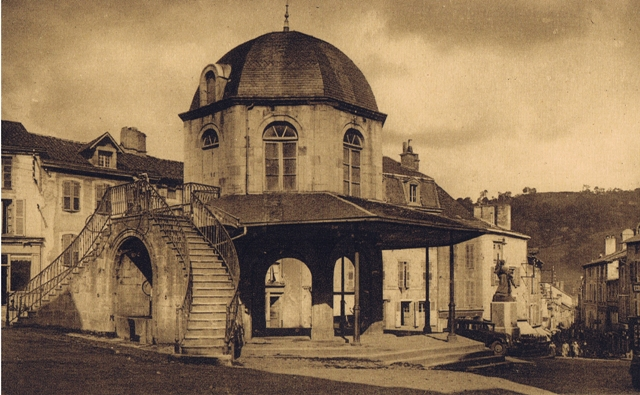
La halle au blé de Bort-les-Orgues vers 1900 avec auvent.

La halle est construite en 1821 pour stocker et vendre des graines.
Le bâtiment possédait un auvent qui servait de kiosque de musique avant d'être détruit en 1955.
Le bâtiment octogonal héberge aujourd'hui une exposition de photographies.
L'édifice est inscrit au titre des monuments historiques en 1965.